# Теорема Менгера
Теорема Менгера — основний результат про зв'язність у скінченному неорієнтованому графі, тісно пов'язаний із теоремою Форда — Фалкерсона. Сформулював та довів 1927 року Карл Менгер .

## Формулювання

### Теорема Менгера про вершинну зв'язність
Два еквівалентні формулювання:
- Нехай G — скінченний неорієнтований граф і x, y — дві несуміжні вершини. Найменша кількість вершин, що розділяють x і y (найменший розмір вершинного сепаратора), дорівнює найбільшому числу попарно незалежних (x, y)-ланцюгів[1].

- Нехай G — скінченний неорієнтований граф і x, y — дві несуміжні вершини. x і y k-віддільні тоді й лише тоді, коли x і y k -з'єднувані.

### Теорема Менгера про реберну зв'язність
- Нехай G — скінченний неорієнтований граф і x, y — різні вершини. x і y k-реберно-віддільні тоді і лише тоді, коли x і y k-реберно-з'єднувані.